# Pinguini Tattici Nucleari
Pinguini Tattici Nucleari (Pingüinos Tácticos Nucleares) es una banda italiana formada en la provincia de Bergamo, en el año 2010. 

## Historia del grupo

### Los inicios y los primeros álbumes
El grupo nace al final del 2010 en provincia de Bergamo. El nombre, según han contado los componentes del grupo, derivaría de la cerveza escocesa Tactical Nuclear Penguin, producida en 2009 por la cervecería británica BrewDog.
Su primer EP autoproducido, Cartoni Animali, contiene cinco canciones y fue publicado en el 2012. El 18 de diciembre de 2012 suben al escenario del Polaresco de Bergamo para la fiesta organizada por la lista  universitaria Uni+. El primer álbum, en cambio, se publicó en el 2014: Il re è nudo, conformado por siete pistas más una intro, contiene una de las canciones más conocidas del grupo desde sus inicios, Cancelleria.
El 18 de diciembre de 2015 se publica el segundo álbum: Diamo un calcio all'Aldilà.
El tercer álbum del grupo, que contiene once pistas y una intro, fue publicado el 17 de abril de 2017 con el título Gioventù brucata. En el agosto del mismo año participan en la vigesimoquinta edición del Sziget Festival en Budapest, apareciendo en el Light Stage.

### Fuori dall'hypecon Sony Music
El 5 de abril de 2019 se publica, por primera vez con Sony Music, el álbum Fuori dall'hype, anticipado por la sencillo Verdura que salido el 18 enero del mismo año. El 26 de abril de 2019 sale Faber nostrum, álbum tributo a Fabrizio De André que cuenta con una revisitación por parte del grupo de Fiume Sand Creek.

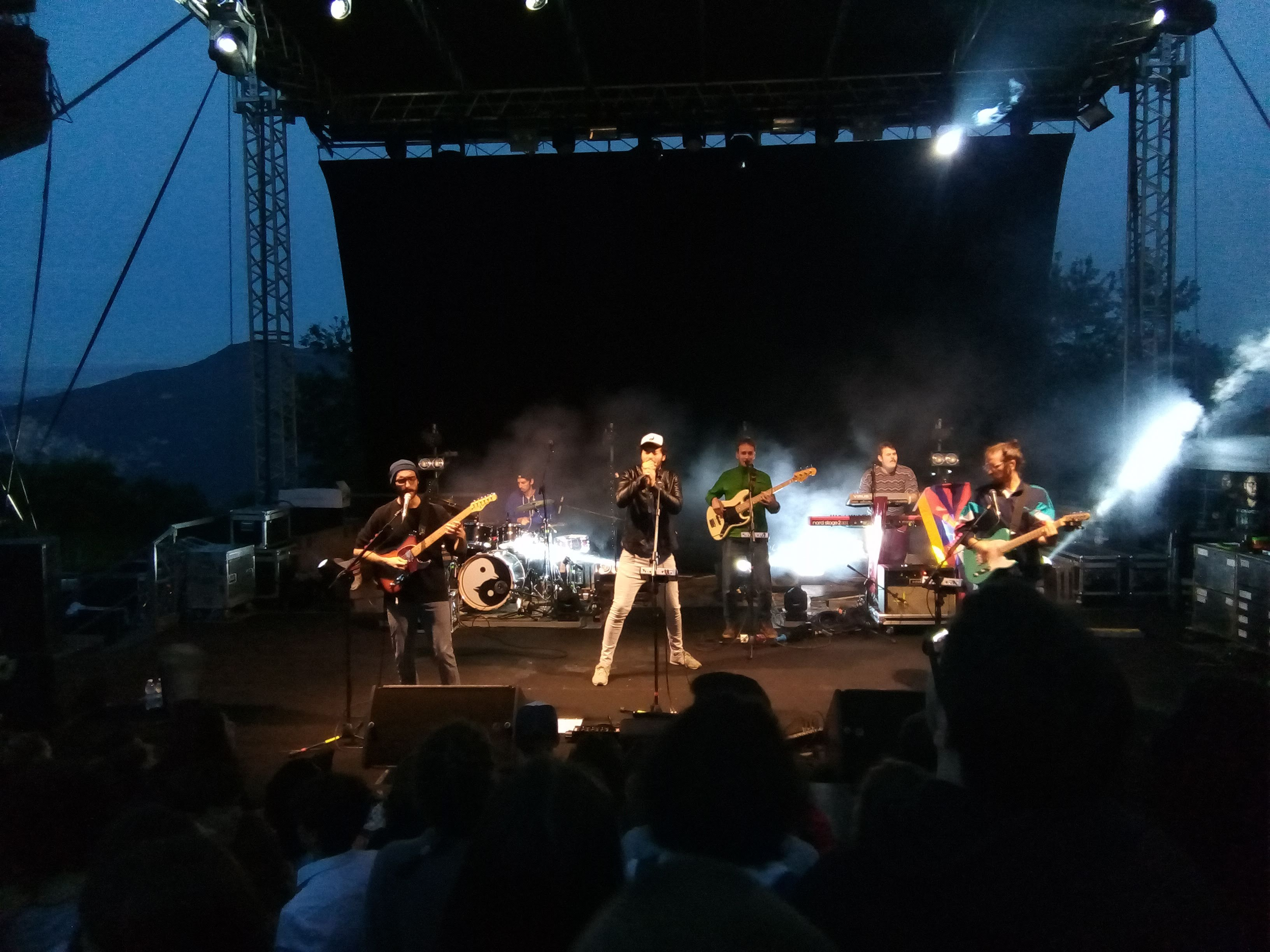
Los Pinguini Tattici Nucleari en el Stif Sound 2019 en Villa Lagarina.

El 1 de mayo de 2019 participan en el Concerto del Primo Maggio en plaza San Giovanni en Laterano en Roma tocando las canciones Verdura e Irene.
En septiembre del mismo año la FIMI premió con el disco de oro el sencillo Irene. Dos semanas después  también el sencillo Verdura recibe el mismo reconocimiento.

### El Festival de Sanremo 2020 y la gira #machilavrebbemaidetto
El grupo ha participado en el Festival de Sanremo 2020 con la canción Ringo Starr. El grupo apareció en la segunda noche del festival obteniendo el tercer lugar en la clasificación parcial de esa noche y el cuarto lugar en la clasificación general de las primeras dos noches, decretada por los votos del jurado. En la última noche, que ha tenido una clasificación basada sobre los votos del mismo jurado, de la sala de prensa y del televoto, el grupo se posicionó en el podio y, tras una votación ulterior  entre los tres mejores artistas, se clasificaron en el tercer lugar de la 70.ª edición del Festival de Sanremo.
A lo largo de la tercera noche del festival, dedicada a los cover de canciones que hicieron historia en el festival, hicieron un medley del título Settanta volte con las canciones: Papaveri e papere, Nessuno mi può giudicare, Gianna, Sarà perché ti amo, Una musica può fare, Salirò, Sono solo parole y Rolls Royce. Esto los llevó al tercer lugar en la clasificación de esa noche. La clasificación fue hecha en base a los votos de los miembros de la orquesta del festival.
El 7 de febrero salió la reedición del disco Fuori dall'hype, esta vez con el título Fuori dall'hype - Ringo Starr, que contiene la canción de Sanremo Ringo Starr, las canciones inéditas Ridere y Bergamo, una versión en vivo de Cancelleria (del álbum Il re è nudo) y una versión acústica de Irene (del álbum Gioventù brucata). El 17 de febrero de 2020 el álbum Fuori dall'hype fue certificado disco de oro; el 24 de febrero de 2020  también el sencillo Ringo Starr se clasificó disco de oro.
Para el 29 de febrero de 2020 fue anunciado el primer concierto del grupo en absoluto en el Mediolanum Forum de Assago. Como el éxito de ventas para este concierto hizo que se agotasen las entradas en pocas semanas, se han organizado otros conciertos en pabellones de otras ciudades italianas (entre los que figura una nueva fecha en Milán): es la primera gira del grupo en los pabellones deportivos. El nombre de la gira, #machilavrebbemaidetto, es una cita del sencillo Verdura. El 24 de febrero se comunicó que se posponían todas las fechas de la gira debido a la epidemia de coronavirus en Italia, para evitar la propagación de la enfermedad. Mediante una nueva comunicación emitida el 6 de marzo, dieron a conocer las nuevas fechas de la gira y al final la gira continuará en el mes de octubre del año 2020.

## Formación
- Riccardo Zanotti  – voz
- Nicola Buttafuoco – guitarra
- Lorenzo Pasini – guitarra
- Simone Pagani – bajo
- Matteo Locati – batería
- Elio Biffi – teclados, acordeón, voz

## Discografía

### Álbumes de estudio
- 2014 - Il re è nudo
- 2015 - Diamo un calcio all'Aldilà
- 2017 - Gioventù brucata
- 2019 - Fuori dall'hype
- 2020 - Fuori dall'hype Ringo Starr
- 2020 - Ahia!
- 2022 - Fake News

### EP
- 2012 - Cartoni animali

### Sencillos
- 2018 - Irene
- 2019 - Verdura
- 2019 - Sashimi
- 2019 - Fuori dall'hype
- 2020 - Ringo Starr
- 2020 - Ridere
- 2020 - La storia infinita
- 2020 - Scooby Doo
- 2020 - Pastello Bianco (Xmas version)
- 2022 - Giovani Wannabe
- 2022 - Dentista Croazia
- 2022 - Ricordi
- 2023 - Coca zero
- 2023 - Rubami la notte
- 2023 - Nightmares (ft. Bresh)

### Colaboraciones
- 2016 - Salvatore Aranzulla - Kahbum ft. Eugenio in Via Di Gioia y Pinguini Tattici Nucleari